# Austra Skujytė
Austra Skujytė, litovska atletinja, * 12. avgust 1979, Biržai, Litva.
Nastopila je na poletnih olimpijskih igrah v letih 2000, 2004, 2008 in 2012, leta 2004 je osvojila srebrno medaljo v sedmeroboju, leta 2012 pa bronasto. Na svetovnih dvoranskih prvenstvih je osvojila dve bronasti medalji v peteroboju, na evropskih dvoranskih prvenstvih pa srebrno medaljo.